# 云实
云实（学名：Biancaea decapetala）为豆科云实属的植物，是一種密生且枝幹帶有直鉤狀或倒鉤狀刺的灌木。豆莢狀果實及樹皮富含鞣质、苦澀莖幹及根部可做藥用，屬藥用植物。

## 形态
落叶灌木，高2～4米。树皮暗红色，密生倒钩刺。二回羽状复叶，长20-30厘米，羽片3-10对，对生，基部有刺1对，每羽片有小叶7-15对，膜质，长圆形，先端圆，微缺，基部钝，两边均被短柔毛，有时毛脱落。
总状花序顶生，长15-30厘米；总花梗多刺；花左右对称，花梗长2-4厘米，花易脱落；萼片5，长圆形，被短柔毛；花瓣5，黄色，盛开时反卷；雄蕊10，分离，花丝中部以下密生茸毛；子房上位。
长椭圆形荚果近木质，先端具尖喙，沿腹缝线膨大成狭翅，成熟时沿腹缝开裂，无毛，栗褐色；褐色长圆形种子6-9颗。花、果期4-10月。
- 雲實枝幹的直鉤狀刺
- 种子标本

## 分布
分布于温带地区、亚洲热带以及中国大陆的河南、江西、甘肃、广东、广西、四川、江苏、福建、湖南、湖北、云南、河北、浙江、陕西、贵州、安徽等地。生长于海拔150米至2,100米的地区。一般生長在深山老林，或平原、丘陵、山坡灌丛中以及河旁等區域。目前尚未由人工引种栽培。

## 别名
「百鳥不停」、药王子（湖北宜昌）、铁场豆（福建）、马豆、水皂角、天豆。

## 蛀虫
一種生活在雲實樹莖中的蠹蟲稱為云实蛀虫，也是一種可增強人體免疫力的藥用蛀虫。蟲體為蜷縮狀，伸開有8至9公分長。別名「斗米蟲」，在《本草綱目》、《神農本草經》、《中國藥典》等典籍均有記載。

## 延伸阅读
[在维基数据编辑]
 《欽定古今圖書集成·博物彙編·草木典·雲實部》，出自陈梦雷《古今圖書集成》
 《植物名實圖考·雲實》，出自吳其濬《植物名實圖考》

## 外部連結
- EOL（页面存档备份，存于）
- Invasive Species Specialist Group (ISSG). Caesalpinia decapetala（页面存档备份，存于）